# Lubiechnia Mała

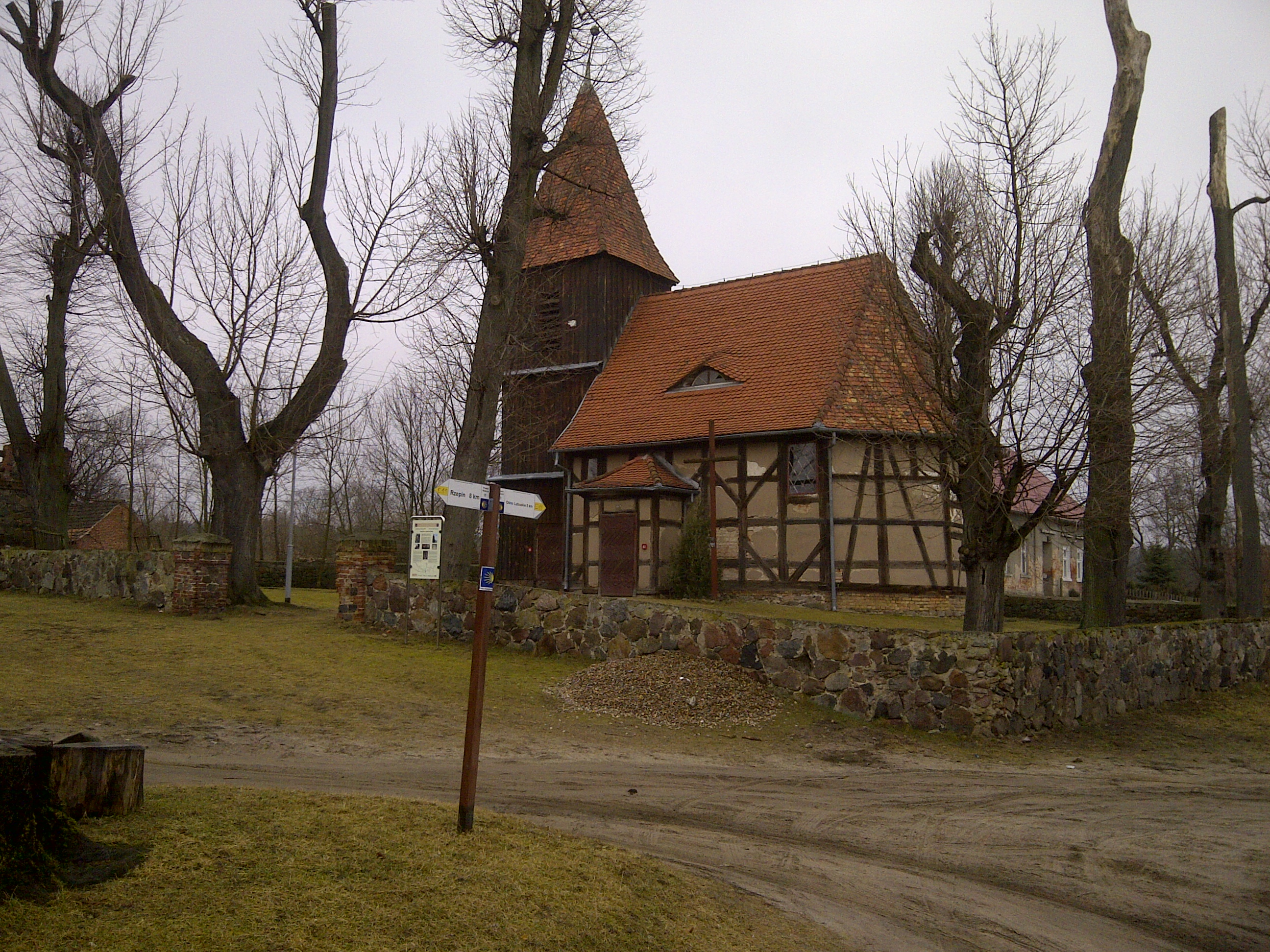
De kerk van Lubiechnia Mała

Lubiechnia Mała (Duits: Klein Lübbichow) is een dorp in de gemeente Rzepin, in het woiwodschap Lubusz, in westelijk Polen. In het plaatsje wonen 77 mensen.

## Geschiedenis
Voor 1945 lag deze plaats in de Pruisische provincie Brandenburg in Duitsland.

## Monumenten
Een vakwerk kerk uit de 17e eeuw.

## Sport en recreatie
Lubiechnia Mała ligt aan de Europese wandelroute E11. De E11 loopt van Scheveningen via Duitsland, Polen en de Baltische staten naar Tallinn. De route komt vanaf Lubiechnia Wielka en gaat verder richting Ośno Lubuskie.